# Viscount Bridgeman

Wappen der Viscounts Bridgeman

Viscount Bridgeman, of Leigh in the County of Shrewsbury ist ein erblicher britischer Adelstitel in der Peerage of the United Kingdom.
Familiensitz der Viscounts ist Watley House bei Winchester in Hampshire.

## Verleihung
Der Titel wurde am 18. Juni 1929 für den konservativen Politiker William Bridgeman, geschaffen.
Heutiger Titelinhaber ist sein Enkel Robin Bridgeman, 3. Viscount Bridgeman. Dieser gehörte zu den 92 erblichen Peers, die ihren Sitz im House of Lords auch nach dem House of Lords Act 1999 behielten.

## Viscounts Bridgeman (1929)
- William Bridgeman, 1. Viscount Bridgeman (1864–1935)
- Robert Bridgeman, 2. Viscount Bridgeman (1896–1982)
- Robin Bridgeman, 3. Viscount Bridgeman (* 1930)

Heir apparent ist der Sohn des aktuellen Titelinhabers, Luke Bridgeman (* 1971).

Heir apparent des Heir apparents ist dessen Sohn Valentine Bridgeman (* 1999).